# Catocala proxeneta
Catocala proxeneta là một loài bướm đêm trong họ Erebidae.